# Боровлянка (Третьяковський район)
Боровля́нка (рос. Боровлянка) — селище у складі Третьяковського району Алтайського краю, Росія. Входить до складу Новоалейської сільської ради.

## Населення
Населення — 58 осіб (2010; 80 у 2002).
Національний склад (станом на 2002 рік):
- росіяни — 95 %